# Long Beach (New Jersey)
Long Beach è un comune (township) degli Stati Uniti d'America nella contea di Ocean, nello Stato del New Jersey. È situato sulla costa atlantica, nella Long Beach Island.
Divenne comune a sé nel 1899 occupando gran parte della Long Beach Island. Successivamente alcune parti sono andate a formare i nuovi comuni di Barnegat Light e Ship Bottom. Nella forma attuale risulta formato da quattro porzioni dell'isola intercalate dai territori di altri piccoli comuni (borough) indipendenti.